# Kenji Hamada
Pour les articles homonymes, voir Hamada.
Kenji Hamada (浜田 賢二, Hamada Kenji), né le 12 avril 1972, à Fukuoka, au Japon, est un seiyuu japonais.

## Filmographie

### Animes
- 07-Ghost (Hyūga)
- Agatha Christie no Meitantei Poirot to Marple (Inspecteur Craddock (ép. 23))
- L'Âge du Verseau (manager d'Akane (ép. 7))
- Ayakashi Ayashi (Masahiro Abe)
- Bakuman. (Nobuhiro Mashiro)
- Basquash! (James Loane)
- Bleach (Hyourinmaru (Zanpakuto arc))
- Busō renkin (Shinobu Negoro)
- Claymore (anime) (Dauf ; Man in Black (handler, ép. 9))
- Dan Doh ! ! (Owner)
- Daphne in the Brilliant Blue (Trevor)
- Dual! Parallel Trouble Adventure (Masaki Yotsuga ; Officer Shibata)
- Duel Masters (père de Kirifuda)
- Ef - a fairy tale of the two (Shūichi Kuze)
- Eyeshield 21 (Atsushi Munakata ; éditeur (ép. 18) ; Takami Ichiro (ép. 6) ; captaine d'équipe (ép. 12))
- Fancy Lala (guarde (ép. 22); Nishiyama (ép. 20) ; vieilles personnes (ép. 18))
- Fullmetal Alchemist: Brotherhood (Vato Falman)
- Geneshaft (Mario Musicanova)
- Ghost Hunt (Houshou Takigawa)
- Gin-iro no Olynssis (Mason (ép. 1,2))
- Gintama (Boss ; Kitaouji Itsuki)
- Green Green (Taizou Tenjin)
- Green Green Thirteen : Erolutions (Taizou Tenjin)
- Gungrave (Harry MacDowel (jeune))
- Guyver: The Bioboosted Armor (Noskov)
- Harukanaru Toki no Naka de 3 (Taira no Tomomori and Shirogane)
- Harukanaru Toki no Naka de 3 : Kurenai no Tsuki (Taira no Tomomori)
- Hayate the Combat Butler (père d'Hayate (ép. 1))
- Heat Guy J (Blood)
- Honey and Clover (Takumi Nomiya)
- Honey and Clover II (Takumi Nomiya)
- Kaikan Phrase (président (ép. 31, 38); reporter (ép. 28, 30))
- Kishin Taisen Gigantic Formula (Yashichi Yanagisawa)
- Kokoro Library (meilleur ami de Biker (ép. 1) ; éditeur B (ép. 3) ; utilisateur (ép. 6))
- Kuroko's Basket (Teppei Kiyoshi)
- Le Chevalier D'Eon (Bernice)
- Maria-sama ga Miteru (Yuuichirou Fukuzawa (ép. 4))
- Mega Man Star Force (Michinori Ikuta)
- Midori Days (chef des délinquents (ép. 2))
- Mobile Suit Gundam 00 (Patrick Colasour)
- Mujin Wakusei Survive (père de Luna)
- Mushishi (Taku (vieux, ép. 26))
- Mushi-Uta (Kabuto)
- Nana (Mizukoshi)
- Naruto (3e film) (Korega)
- Naruto (Aburame Shibi (père de Shino, ép. 79) ; Fugaku Uchiha)
- One Piece (Killer, Inazuma, Scratchmen Apoo)
- Paradise Kiss (Jouji "George" Koizumi)
- Patlabor WXIII (3e film)
- Onegai Teacher (annonceur (ép. 4))
- Potemayo (Kōdai Moriyama)
- Pumpkin Scissors (Ian (ép. 7))
- Saiyuki (démon aux cheveux gris (ép. 4))
- Sasami : Magical Girl Club (Ginji Iwakura (père de Sasami))
- Skip Beat ! (Takenori Sawara)
- Star Ocean: The First Departure (Ronixis Kenny)
- Star Ocean: Second Evolution (Ronixis J. Kenni ; Metatron)
- Star Ocean: The Last Hope (Crowe F. Almedio)
- Sugarbunnies (Aomimiusa ; Bernard Cherbourg)
- Super Street Fighter IV (Dee Jay)
- Tales of Symphonia: Dawn of the New World (Richter Abend)
- Tenchu 2 (Tatsumaru)
- Tenjho Tenge (Tsutomu Ryuuzaki)
- Tenjho Tenge : Ultimate Fight (Tengu)
- ToHeart2 (Toshoiinchou (président de bibliothèque, ép. 3))
- Tokyo Tribe 2 (Ago)
- Uta Kata (Masahito Tachibana)
- Weiss Kreuz Brillance (ép. 13)
- Xam'd : Lost Memories (Ahm)
- Yume Tsukai (Mizuki Fuyumura (ép. 7))
- Zettai Shonen (Akiyuki Kishiro)

## Ludographie
- Collar x Malice : Tomoki Ogata
- Dynasty Warriors 9 : Xun You
- Tales of Symphonia: Dawn of the New World : Richter Abend
- Reijou Tantei Office no Jikenbo : Sagami Sou
- Warriors Orochi 3 : Susano'o
- Warriors Orochi 4 : Susano'o
- Final Fantasy XIV : Estinien Wyrmblood
- Yakuza 5 : Yahata
- Lost Judgment : Daimu Akutsu
- Soul Hackers 2 : Raven
- Super Street Fighter IV : Dee Jay
- Street Fighter 6 : Dee Jay
- Fire Emblem: Three Houses : Hanneman von Essar